# Christian Friedrich von Boeckh

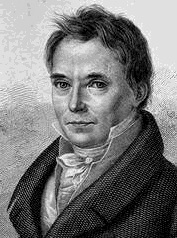
Der badische Staatsminister Christian Friedrich von Boeckh

Christian Friedrich Boeckh, ab 1825 von Boeckh (* 13. August 1777 in Karlsruhe; † 21. Dezember 1855 ebenda) war ein badischer Beamter und Politiker. Von 1844 bis 1846 war er als Nachfolger Blittersdorfs badischer Staatsminister.

## Leben
Boeckh studierte von 1799 bis 1802 an der Universität Jena sowie an der Universität Heidelberg Kameralwissenschaften und trat anschließend in den badischen Staatsdienst ein. 1810 wurde er zum Finanzrat berufen und zusammen mit Karl Friedrich Nebenius mit der Einführung eines einheitlichen Steuersystems in Baden beauftragt. 1815 wurde Boeckh zum Geheimen Referendar ernannt. 1820 wurde er Direktor der Oberrechnungskammer, 1821 Staatsrat und als Nachfolger des im Amt verstorbenen Karl Friedrich Freiherr von Fischer Leiter des Finanzministeriums. 1828 erhielt er die Beförderung zum Minister der Finanzen. In dieser Funktion förderte er den von Nebenius betriebenen und 1835 erfolgten Beitritt Badens zum Zollverein. Im November 1844 wurde Boeckh zum Staatsminister berufen und im März 1846 in den Ruhestand versetzt.
Der klassische Philologe und Altertumsforscher August Boeckh war sein Bruder. Seine Enkelin Sophie Friederike heiratete später den Tabakfabrikanten und Politiker Ferdinand Sander.
Die Boeckhstraße in der Karlsruher Südweststadt wurde nach ihm benannt.